# Ulrichshorn
L'Ulrichshorn est un sommet des Alpes valaisannes, en Suisse, situé dans le canton du Valais, qui culmine à 3 924 m d'altitude.
Avec le Nadelhorn au sud-ouest et le Gemshorn au nord-est, il constitue une crête qui domine la vallée de la Saaser Vispa et Saas-Fee au sud-est. Les versants ouest et nord de l'Ulrichshorn sont recouverts par le haut du glacier de Ried.

## Toponymie
Son nom vient de celui de Melchior Ulrich, guide de montagne suisse, qui en fit la première ascension en 1848.